# Access Software
Access Software era un'azienda statunitense di sviluppo e pubblicazione di videogiochi, fondata nel 1982 a Salt Lake City da Bruce Carver e Chris Jones. Si occupò di videogiochi per computer e solo negli ultimi anni anche per console, fino alla chiusura definitiva avvenuta nel 2006. Negli ultimi anni di attività, quando venne acquisita da altre aziende, prese i nomi Salt Lake Games Studio e Indie Built, Inc.

## Storia
Le attività di sviluppo iniziarono sul Commodore 64, prima con il programma di utilità Spritemaster (un editor di sprite) e poi con il primo videogioco, Neutral Zone, entrambi realizzati personalmente da Bruce Carver.
A suo tempo la Access fu uno dei produttori più noti al mondo, pur avendo realizzato pochi titoli; si fece notare soprattutto con il simulatore di golf Leader Board e i titoli militari Beach Head e Raid over Moscow, rendendo celebre anche la U.S. Gold che fu l'editrice europea di questi titoli.
Successivamente fu nota per la serie di golf Links e per la serie basata sull'investigatore Tex Murphy.
Access Software venne acquisita dalla Microsoft nel 1999, e divenne parte della Microsoft Game Studios con il nome di Salt Lake Games Studio. La Microsoft indirizzò lo studio verso la produzione di titoli per Xbox e la fortunata serie di Tex Murphy, di genere inadatto alla console, dovette essere abbandonata. Nel 2003 l'azienda venne nuovamente rinominata Indie Games.
Nell'ottobre 2004 la società fu venduta dalla Microsoft alla Take Two Interactive e prese il nome di Indie Built. Divenne parte delle etichette 2K Games/2K Sports ma il 28 aprile 2006 venne chiusa della Take Two.

## Videogiochi
- 10 Great Games 3
- 10th Frame (1986)
- Amazon: Guardians of Eden
- Amiga Gold Hits 1
- Amped 2 (2003) per Xbox
- Amped 3 (2005) per Xbox 360
- Amped: Freestyle Snowboarding
- Beach Head (1983)
- Beach Head II: The Dictator Strikes Back (1985)
- Countdown (1990)
- Crime Wave (1990)
- Echelon (1987)
- Famous Courses of the World: Vol. II
- The Gold Collection II (raccolta)
- Heavy Metal
- Help! Charity Compilation (raccolta)
- Leader Board (1986)
- Leader Board Tournament (espansione)
- Leader Board: Executive Edition (1987)
- Leader Board Par 4 (raccolta 1988)
- Links 2001
- Links 386 CD
- Links 386 Pro
- Links Expansion Pack
- Links Extreme
- Links LS 1997
- Links LS 1998 Edition
- Links LS 1999
- Links LS 2000
- Links LS 2000 10 Course Pack
- Links 2003 (2002)
- Links 2004 (2003)
- Links: Championship Course
- Links: Fantasy Course
- Links: The Challenge of Golf
- Martian Memorandum
- Mean Streets (1989)
- Microsoft Golf
- Microsoft Golf 2.0
- Microsoft Golf 3.0
- Neutral Zone (1983)
- Ollie's Follies (1984)
- The Pandora Directive
- Raid over Moscow (1984)
- Spell Now (1984)
- The Scrolls of Abadon (1984)
- Solid Gold (raccolta)
- Tex Murphy: Overseer
- Top Spin (2003)
- Top Spin 2 (2006)
- Total Sports (raccolta)
- Under a Killing Moon
- World Class Leaderboard (1987)

## Hardware
Nel 1988 la Access pubblicò Robotic Workshop per Commodore 64 e Apple II, una combinazione di software e componenti elettrici e meccanici tratti dal gioco di costruzione Capsela. Il giocatore costruisce un piccolo robot mobile e ne programma le azioni tramite comandi di tipo BASIC. Il sistema precorse di diversi anni altri più noti come LEGO Mindstorms.
Con scarso successo, la Access realizzò anche The LipStik Plus, un'espansione per il joystick sotto forma di cuffie con microfono integrato, che permette di avere lo stesso effetto del pulsante di fuoco emettendo un qualsiasi suono con la bocca. Venne pubblicato in allegato con il videogioco Echelon del 1987 e come prodotto autonomo nel 1988, in versioni compatibili con i computer Apple, Atari, Commodore e IBM e teoricamente con quasi tutti i programmi dell'epoca che supportano il joystick.